# Alfred Louis Vigny Jacomin

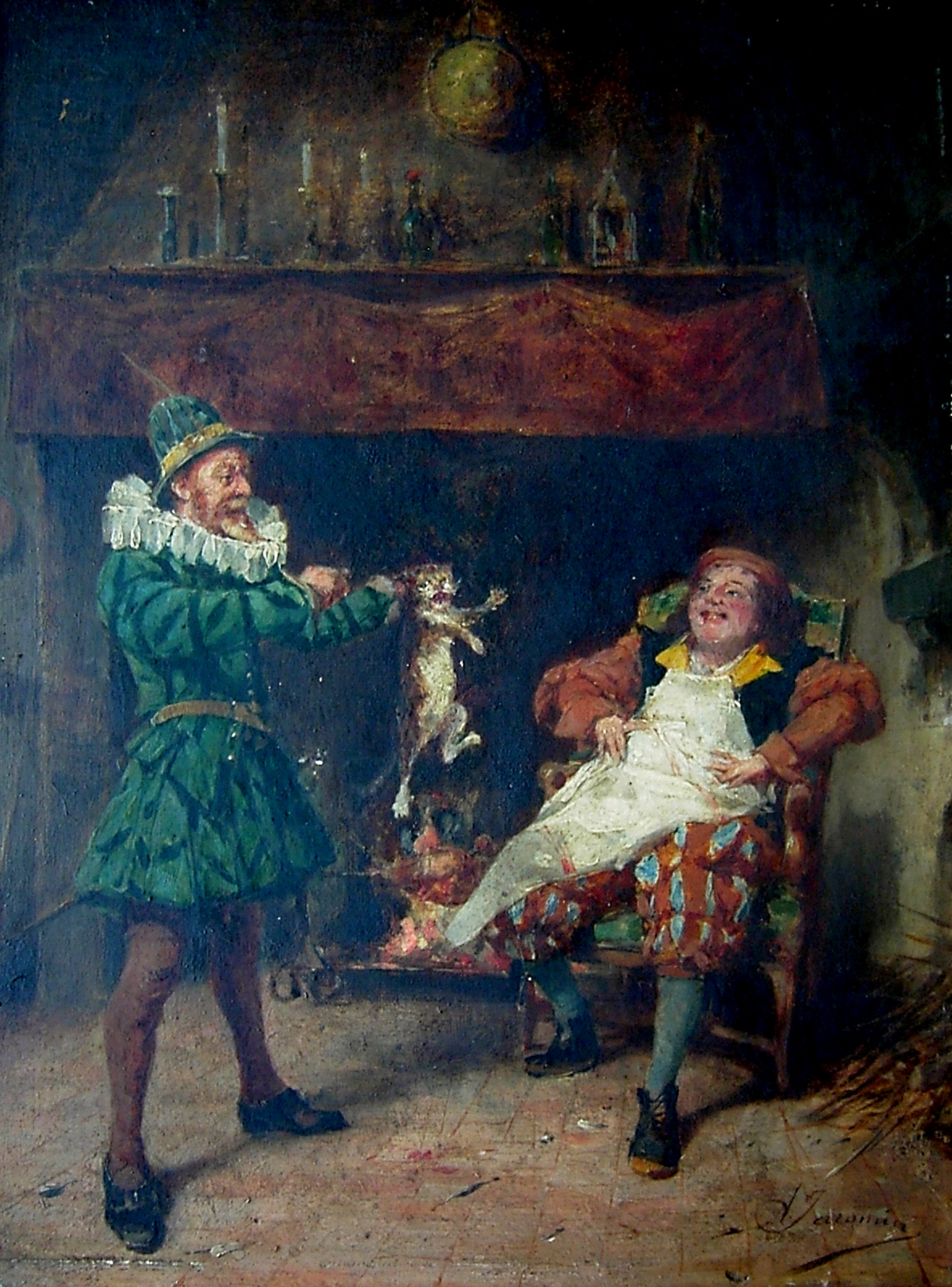
Alfred Louis Vigny Jacomin - Titre inconnu.

Alfred Louis Jacomin, ou Alfred Louis Vigny Jacomin, né le 3 janvier 1842 à Paris (ancien 2e arrondissement), mort le 8 mars 1913 à Chatou, est un peintre français.

## Biographie
Il est le fils de Pierre-Louis Jacomin (Paris, 1807- Chatou, 1882) et Augustine Adrienne Roullin (Paris, 1823 - Chatou, 1893).
Il étudie à l'Académie Suisse à Paris, puis à l’École des beaux-arts de Paris. Il réalise sa première œuvre, Hamlet, en 1864. En 1867, il expose ses premières toiles au Salon des artistes français, avant de devenir membre de la Société des artistes français en 1883. Il peint essentiellement des paysages et des portraits.
Il expose à Londres, Philadelphie, Barcelone, et Lyon.
Sa fille Suzanne Angélique (née à Chatou en 1883) et son frère Marie Ferdinand Jacomin (1844-1902)  sont également artistes peintres.

## Collection publique
- Une fine lame, 1873, Grohmann Museum, Milwaukee[6]